# 宝聚寺 (久喜市)
宝聚寺（ほうじゅじ）は、埼玉県久喜市にある臨済宗円覚寺派の寺院。

## 歴史
1493年（明応2年）、尊敒によって開山された。尊敒は初代古河公方足利成氏の弟である。成氏は第5代鎌倉公方であったが、1455年（享徳3年）に享徳の乱が勃発した。そして遂に成氏は鎌倉を放棄し、拠点を下総国葛飾郡古河（現・茨城県古河市）の古河公方館に移した。以降、「古河公方」と呼ばれることになる。成氏の弟で鶴岡八幡宮の別当だった定尊が当地に居を定め、その後に尊敒が定尊の屋敷を寺院化したものである。
当寺の門は、山門と鐘楼が一体化した二層楼（二階建て）の鐘楼門となっている。関東地方では珍しい形式の門であることから、度々テレビに登場（特に大晦日の夜）するという。

## 交通アクセス
- 路線バス新井新田停留所より徒歩16分。